# چیالیکولوو
چیالیکولوو (انگلیسی: Chiyalikulevo) یک شهرک در شهرستان چکماگوشفسکی استان باشقیرستان کشور روسیه است.